# Paracilicaea keijii
Paracilicaea keijii là một loài chân đều trong họ Sphaeromatidae. Loài này được Javed miêu tả khoa học năm 1990.